# Nissan Maxima
O Maxima é um sedan de porte grande da Nissan, desenvolvido especialmente para o mercado norte-americano.
Algumas versões desse modelo são equipadas com transmissão continuamente variável (Câmbio CVT).

## Galeria
- Primeira geração (1981-84)
- Segunda geração (1985-88)
- Terceira geração (1989-94)
- Quarta geração (1995-99)
- Quinta geração (2000-03)
- Sexta geração (2004-08)
- Sétima geração (2008-14)
- Oitava geração (2015-presente)